# Stevie Shae
Stevie Shae (San José, California; 23 de octubre de 1992) es una actriz pornográfica, modelo erótica y estríper estadounidense.

## Biografía
Stevie Shae, nombre artístico de Lindsey Samantha Gilbert, nació en la localidad de San José, al sur de la Bahía de San Francisco en California, en octubre de 1992, en una familia con ascendencia alemana, escandinava y sueca.
Se educó en Iowa. A los 17 años comenzó a trabajar como modelo, llegando a realizar sesiones de softcore, de glamour y posteriormente como modelo erótica, trasladándose a Los Ángeles para continuar su carrera. Debutó como actriz pornográfica el 18 de marzo de 2011, día en que rodó su primera escena a los 18 años.
Como actriz, ha grabado para productoras como Hustler Video, Bangbros, Digital Playground, Vivid, Wicked Pictures, 3rd Degree, Jules Jordan Video, Naughty America, Brazzers, Mile High, Zero Tolerance, New Sensations o Evil Angel, entre otras.
En 2013 destacó por ser nominada en los Premios AVN y XBIZ a Mejor actriz revelación.
Dos años más tarde, regresó a los Premios AVN con la nominación a Mejor escena escandalosa de sexo por la cinta The Destruction of Bonnie Rotten. Si bien es verdad que destacó por encima del resto gracias a su trabajo en la película Apocalypse X, que le valió las nominaciones en los Premios AVN a Mejor actriz y Mejor escena de sexo lésbico junto a Verónica Rodríguez; y en los XBIZ a Mejor actriz protagonista y Mejor escena de sexo en película protagonista.
Se retiró como actriz en 2016, habiendo aparecido hasta entonces en algo más de 260 películas.
Algunas películas suyas son Amazing Asses 5, Before They Were Stars 2, Desert Heat, Duke Fuckem, Family Comes First, Girls of Summer, Hall Pass Ass, Masseuse In Training, Spin On My Cock 4, Tatted Up o Valley.

## Premios y nominaciones
| Año  | Ceremonia         | Resultado | Premio                                        | Trabajo                          |
| ---- | ----------------- | --------- | --------------------------------------------- | -------------------------------- |
| 2013 | Premios AVN       | Nominada  | Mejor actriz revelación                       | —                                |
| 2013 | Sex Awards        | Nominada  | Sexiest Adult Star                            | —                                |
| 2013 | Premios XBIZ      | Nominada  | Mejor actriz revelación                       | —                                |
| 2015 | Premios AVN       | Nominada  | Mejor actriz                                  | Apocalypse X                     |
| 2015 | Premios AVN       | Nominada  | Mejor escena de sexo lésbico                  | Apocalypse X                     |
| 2015 | Premios AVN       | Nominada  | Mejor escena escandalosa de sexo              | The Destruction of Bonnie Rotten |
| 2015 | Spank Bank Awards | Nominada  | Mattress Actress of the Year                  | —                                |
| 2015 | Spank Bank Awards | Nominada  | Sexiest Painted Lady                          | —                                |
| 2015 | Premios XBIZ      | Nominada  | Mejor actriz protagonista                     | Apocalypse X                     |
| 2015 | Premios XBIZ      | Nominada  | Mejor escena de sexo en película protagonista | Apocalypse X                     |